# Eucalyptus cypellocarpa
Espèce
Classification phylogénétique
Eucalyptus cypellocarpa est une espèce de plantes à fleurs du genre Eucalyptus et de la famille des Myrtaceae. C'est un arbre originaire de Nouvelle-Galles du Sud en Australie. Son écorce est lisse et le tronc droit peut atteindre 65 mètres de hauteur.

## Taxonomie
Eucalyptus cypellocarpa a été décrit par le botaniste Lawrence Alexander Sidney Johnson en 1962.

## Description
C'est un arbre qui peut être petit mais aussi très haut. L'écorce lisse se détache en longues bandes aux formes originales. Sa couleur va du jaune au brun doré, au gris ou au blanc. Cet arbre a aussi quelques-unes des feuilles les plus longues de ce genre, atteignant jusqu'à 35 cm avec une légère forme de faucille. Les bourgeons floraux sont blancs et sont façonnés un peu comme un cylindre avec une extrémité conique. Les fruits sont en forme de tonneau de 1 cm de long sur 0,9 cm de diamètre.

## Distribution et habitat
Il pousse dans les forêts humides, dans les ravins et sur les coteaux de moyenne altitude.